# Contratrancanil
En náutica, el Contratrancanil es cada una de las dos o tres hiladas o tracas de tablones adyacentes a los trancaniles, y caladas en los baos mediante la técnica de cola de milano. Estas piezas sustituyen a las curvas valonas.
La primera hilada de ellas se denomina Cosedera o Cosera.

## Descripción
En los buques antiguos la hilada o traca de la cubierta adyacente a los trancaniles, llamada también tapa, era más gruesa que el resto del entablado de la cubierta. A pesar de ello su cara alta se dejaba a paño con los demás tablones de la cubierta. En la cara baja llevaba unas muescas que servían para alojar a los baos que endentaban en ella, y a su vez iba empernada en el trancanil y en el costado.
Estas tracas eran como las demás de la cubierta con la diferencia de que su canto más próximo al costado recibía una inclinación bastante pronunciada, conservándose generalmente plano; cuya forma tenía por objeto permitir un calafateo más profundo y eficaz.
Los contratrancaniles siguen, igual que los trancaniles, el contorno de la cubierta; mientras que las demás tracas de tablones que forman el entablado de los puentes —que son de igual ancho en toda su longitud— siguen direcciones paralelas al plano diametral. En popa y proa terminan en el contracodaste.